# ジャネット・ラウリー
ジャネット・デヴィソン・ラウリー（Janet Davison Rowley、1925年4月5日 - 2013年12月17日）はアメリカ合衆国の生物学者。
ニューヨーク出身。1946年にシカゴ大学卒業、1948年に同学で医学博士号を取得した。1961年から1962年まで、また1970年から1971年までオックスフォード大学の博士研究員となり、1978年からシカゴ大学教授。
フィラデルフィア染色体異常がヒト染色体の9番染色体から22番染色体への長腕の主要部分の転座によって引き起こされることを証明し、癌の分子標的治療の開発に貢献した。

## 受賞歴
- 1988年 - キング・ファイサル国際賞
- 1991年 - ウィリアム・アラン賞
- 1996年 - ガードナー国際賞
- 1998年 - アメリカ国家科学賞、ラスカー・ドゥベーキー臨床医学研究賞
- 2003年 - ベンジャミン・フランクリン・メダル
- 2009年 - 大統領自由勲章、グルーバー賞遺伝学部門
- 2010年 - パール・マイスター・グリーンガード賞、ジェシー・スティーヴンソン・コヴァレンコ・メダル
- 2012年 - 日本国際賞[1]
- 2013年 - オールバニ・メディカルセンター賞

## 参照
- Janet Davison Rowley
- Dr. Janet Davison Rowley